# Fritz Erler
Fritz Erler (ur. 1868 r. w Ząbkowicach Śląskich, zm. 1940 r. w Monachium) – niemiecki malarz.
Po nauce we Wrocławiu, wyjechał w 1892 r. pobierać dalsze nauki w paryskiej Académie Julian u Gabriela Ferriera. W latach 1890. pracował jako portrecista znanych ludzi, m.in. Richarda Straussa i Gustava Mahlera. Ponadto udzielał się jako autor malowideł ściennych, którymi ozdabiał wille, restauracje i teatry. 